# Suzanna van Baerle

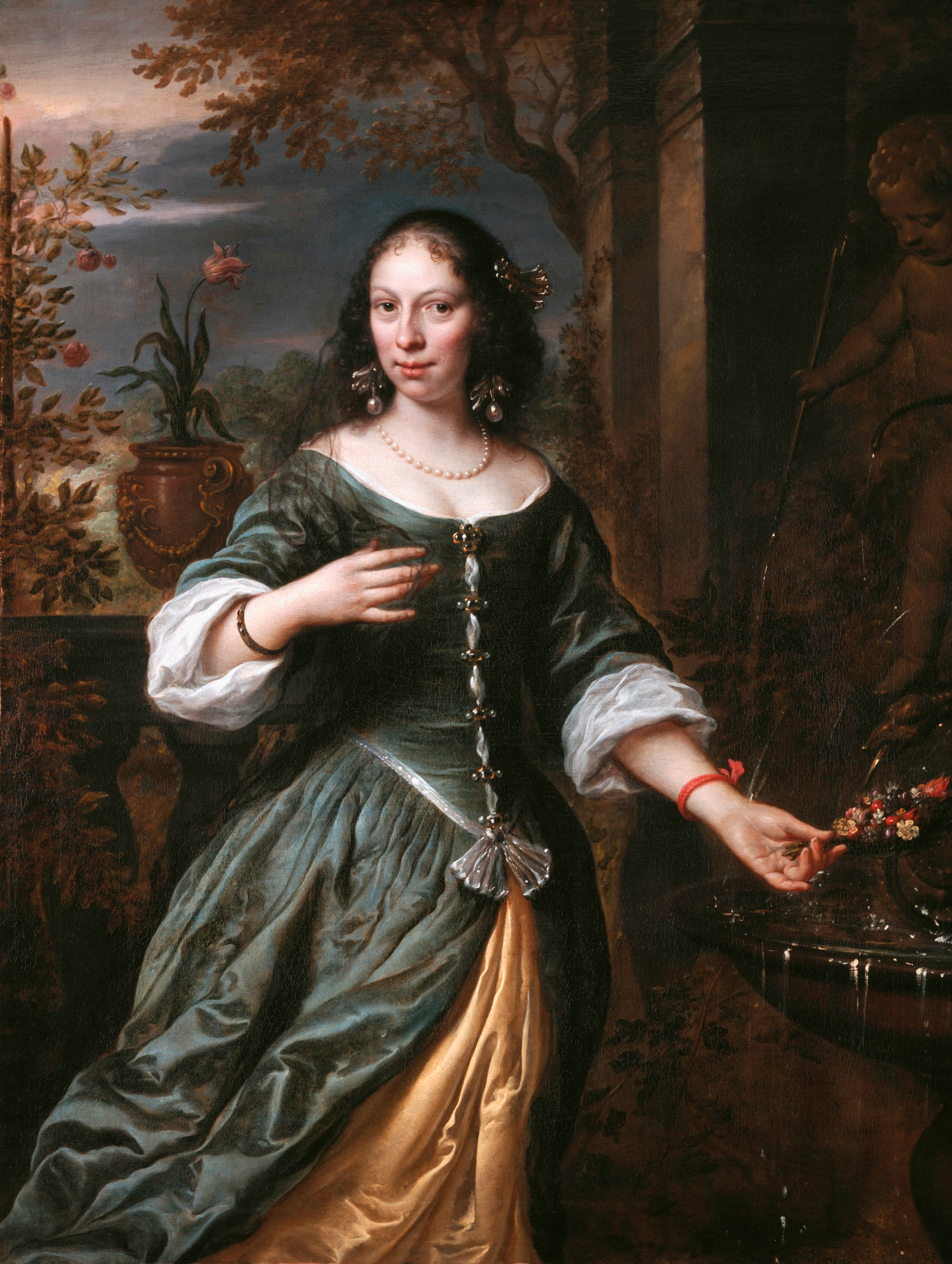
Suzanna van Baerle

Suzanna van Baerle (getauft 8. März 1599 in Amsterdam; gestorben 10. Mai 1637 in Den Haag) war eine niederländische Dichtermuse. Sie wurde bekannt durch das buchfüllende Gedicht „Dagh-werck“, das in enger Zusammenarbeit mit ihrem Mann, dem Diplomaten und Dichter Constantijn Huygens, entstand.

## Leben
Suzanna van Baerle wurde am 8. März 1599 in Amsterdam getauft. Sie war die Tochter des Kaufmanns Jan van Baerle (gest. 1605) und von Jacomina Hoon (gest. 1617). In Amsterdam wuchs sie in einer großen, wohlhabenden Familie auf und hatte zwei Brüder und fünf Schwestern. Als sie sechs Jahre alt war, starb ihr Vater, zwölf Jahre später ihre Mutter. Als erfolgreicher Kaufmann konnte Jan van Baerle seine Töchter finanziell gut ausstatten und so waren sie auf dem Heiratsmarkt sehr begehrt. Zudem galt Suzanna van Baerle als große Schönheit, was sie am Heiratsmarkt noch begehrter machte. Als Mädchen schrieb sie Gedichte und malte Vögel, Insekten und Blumen, von diesen Werken ist nichts mehr erhalten.

## Hochzeitskandidaten und Ehe

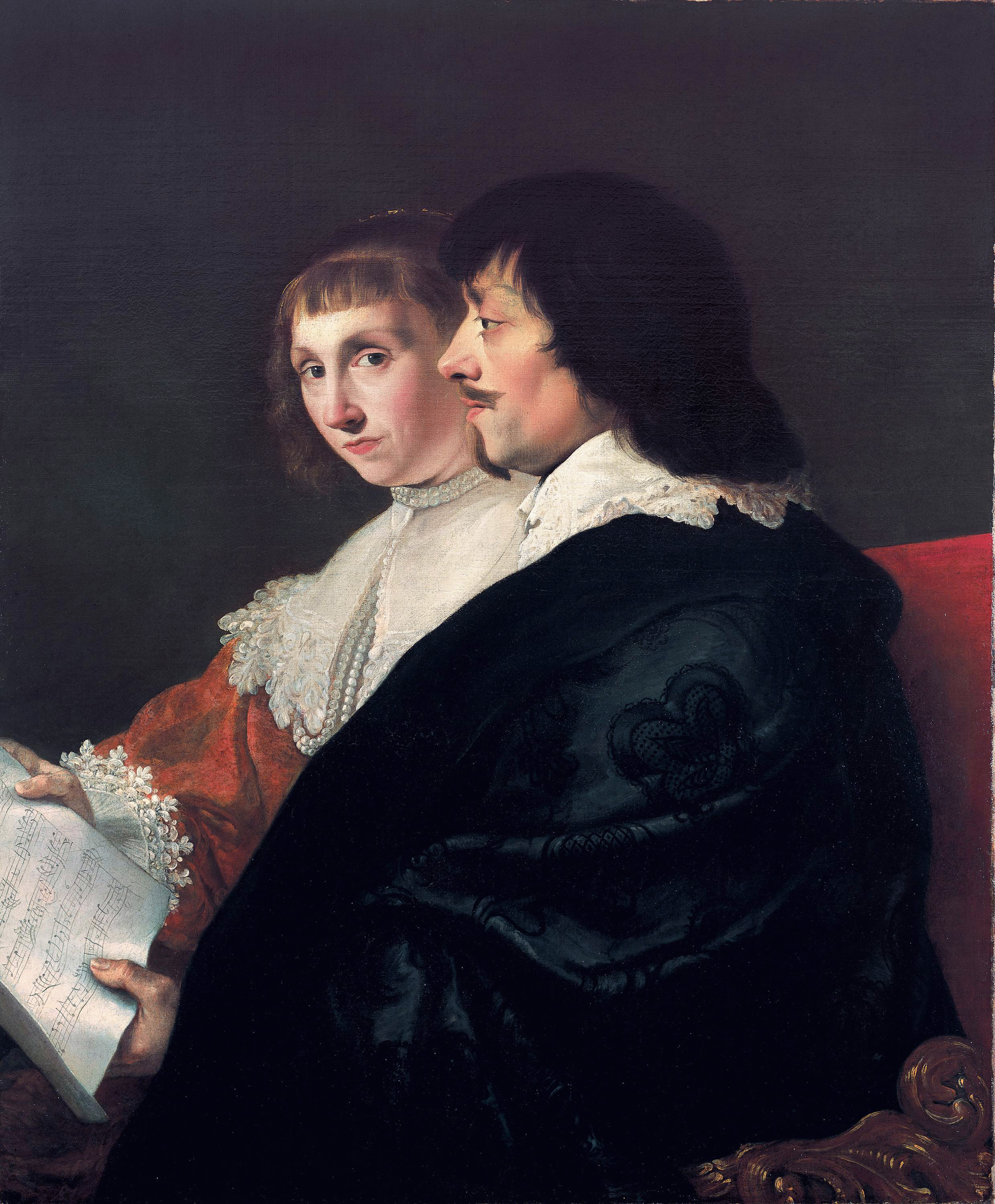
Suzanna van Baerle und Constantijn Huygens

Erste Gespräche über eine mögliche Ehe von Suzanna van Baerle kamen im Jahr 1622 auf. Ihre Cousine zweiten Grades Susanna Hoefnagel, Ehefrau von Christiaan Huygens, versuchte, sie mit deren ältestem Sohn Maurice zu verkuppeln. Geertruid und Constantia Huygens hielten ihren zweitältesten Bruder Constantijn, der sich in England aufhielt, über die Fortschritte von Maurice bei der 'Apie', wie sie Suzanna in ihren Briefen nannten, auf dem Laufenden. Maurice selbst mag bei Suzanna eine Vorliebe für Constantijn bemerkt haben, denn bereits 1622 schrieb er an seinen Bruder: „Es ist keine Einbildung von mir, dass man mehr auf dich als auf mich schaut. Triff deine Maßnahmen entsprechend“. Suzanna lehnte Maurice ab, weil sie noch nicht reif für die Ehe war. Daraufhin verfasste Constantijn einen Text nach der Melodie eines bereits bestehenden Liedes, „wenn sie so weitermachte wie die biblische Suzanna, würde sie nur alte Männer bekommen können“.
Um sie warb auch Pieter Corneliszoon Hooft, der im Jahr 1624 seine Frau verloren hatte. Zwischen September 1625 und Januar 1626 schrieb er mehr als zwanzig Gedichte für sie. Darin nannte er sie mit dem Anagramm „Arbele“ und dem Namen „Cloris“ sowie den Varianten „Gloorroos“ und „Clorinde“, wahrscheinlich wegen ihrer weißen Haut, die im Kontrast zu ihrem dunklen Haar stand. Auf diese Gedichte hat Suzanna vermutlich geantwortet, jedoch sind ihre Antworten nicht erhalten. Die Gründe, warum es nicht zu einer Ehe kam, sind nicht bekannt, es kann am Altersunterschied gelegen haben, Hooft war 44 Jahre alt, Suzanna 26.
Constantijn Huygens machte Suzanna van Baerle vermutlich anlässlich der Hochzeit von Ida van Baerle und Arent van Dorp oder kurz danach erstmalig den Hof. Zunächst wies sie ihn zurück, darauf lässt sein unvollendetes Gedicht „L'Anatomie. Paradoxes en satyre“ vom 31. März 1626 schließen. Das Gedicht besteht aus einer absichtlichen Umkehrung der weiblichen Schönheiten, vermutlich als Reaktion auf ihre Ablehnung. Im September 1626 machte Constantijn Huygens ihr erneut einen Heiratsantrag. Auch dieser Antrag blieb erfolglos und er begann, sie in Sonetten und Gedichten anzusprechen. Von nun an sprach er sie mit dem versteinerten Beinamen „Sterre“ an. Zwischen November 1626 und Januar 1627 hielt sich Huygens mehrmals in Amsterdam auf, doch wann sie ihm schließlich das Ja-Wort gab, ist unklar, möglicherweise im Februar 1627. Darauf hatte er bereits in seinem Gedicht „Freiheit“ vom 23. Januar 1627 vorausgeschaut. Der Ehevertrag wurde am 24. Februar 1627 aufgesetzt und die Hochzeit fand am 6. April in Amsterdam statt, unter anderem in Anwesenheit von Constantijns Patenonkel Justinus van Nassau. Anlässlich der Hochzeit schrieb Hooft zwei Gedichte. In einem Gedicht stellt er fest, dass Suzanna den einzigen Mann gefunden habe, der zu ihr passe. Das zweite Lied handelt von der Traurigkeit Amsterdams wegen Suzannas Heirat.
Das Ehepaar bezog am 14. Oktober 1627 ein Haus in der Lange Houtstraat in Den Haag. Das Haus hatte Huygens am 21. Januar 1627 von Margaretha van Mechelen gekauft. Um die Gesundheit von Suzanna van Baerle war es nicht gut bestellt. Sie litt unter Migräne und unregelmäßiger Periode und hielt sich deshalb an eine spezielle Diät. Außerdem waren ihr Getränke, Abführmittel und Aderlass verschrieben. Ihr Sohn Constantijn Huygens Junior wurde am 10. März 1628 geboren, Christiaan am 14. April 1629. Es folgten Lodewijck (1631–1699), Philips (1633–1657) und Suzanna (1637–1725). Zudem hatte sie mehrere Fehlgeburten.
Constantijn Huygens war als Sekretär des holländischen Statthalters Friedrich Heinrich jedes Jahr von Mai bis Oktober unterwegs. Suzanna van Baerle war somit die meiste Zeit allein und ließ ihre Kinder jeden Tag ein Porträt des Vaters ansehen, damit sie ihn nicht vergassen. Sie betrieb auch den Bau des Palasthauses auf der Pleinseite des Binnenhofs in den Jahren 1634–1637. Sie erteilte Bestellungen und Zahlungen, arrangierte die Arbeiten und legte zu einem späteren Zeitpunkt den endgültigen Entwurf fest. Dazu hat sie mit ihrem Mann ausgiebig korrespondiert, doch diese Briefe sind nicht erhalten geblieben. Alle Briefe von Suzanna van Baerle sind verloren gegangen, mit Ausnahme der beiden, die sie 1627 an Hooft schrieb, weil Huygens sie gebeten hatte, einige Lobgedichte zu übermitteln.

### Geburt und Tod

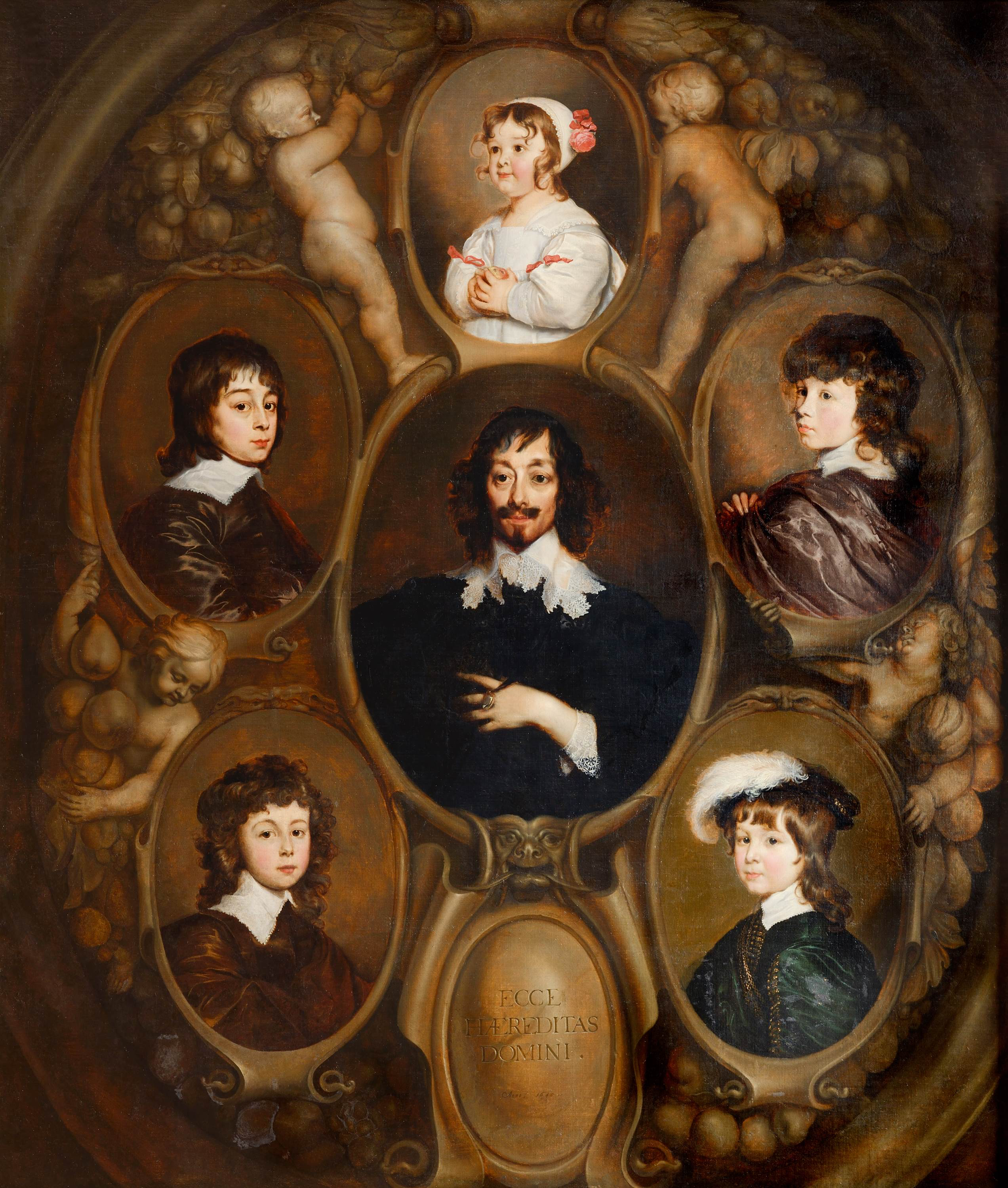
Constantijn Huygens und seine fünf Kinder, Adriaen Hanneman, 1640

Tochter Suzanna wurde am 13. März 1637 geboren und drei Tage später getauft. Am 30. März 1637 erkrankte Suzanna van Baerle schwer. Als Constantijn sie fragte, was er „Tieneke“, dem Sohn Konstantin, sagen solle, antwortete sie: „Tieneke, mein Freund, wirst du sagen, dass mamaatje ihn gerne einmal gesehen hätte, dass ich auch weiß, dass er mamaatje gerne gesehen hätte, aber nun, da das nicht möglich war, dass ich ihm befehle, brav zu sein, Gott zu fürchten und seinem Vater gehorsam zu sein“. Sohn Christiaan wurde an ihr Bett gehoben, und sie sagte zu ihm: „Komm her, mein süßer kleiner Mann, ich will dich küssen“.
Die Familie musste am 1. Mai aus dem Haus in der Lange Houtstraat ausziehen, da sie es bereits verkauft hatten, und so wurde die schwerkranke Suzanna am 29. April in das Haus ihrer Schwester Sara verlegt. Die Kinder zogen in das neue Haus in der Plein ein. Sie unterzeichnete am 3. Mai ihr Testament und starb am 10. Mai 1637 im Alter von 38 Jahren. Am 16. Mai wurde sie in der Grote Kerk in Den Haag beigesetzt. Einen Tag später zog Constantijn Huygens, nun allein, in sein neues Haus. Er schrieb in sein Tagebuch: „Intro in novas aedes. Hey! Sine meâ turture“ („Ich ziehe in mein neues Haus. Oh! Auf ewig Folter“). Erst im Dezember 1637 konnte Huygens seinen Kummer zum ersten Mal in einigen lateinischen Versen ausdrücken. Am 24. Januar 1638 schrieb er sein erstes niederländisches Gedicht mit dem Titel „Cupio dissolvi (Ich wünsche mich aufzulösen) über den Tod von Sterre“, das er mit den Worten beendet: „'k Verlang in 't eeuwig licht te zien samen te zwweven/ Mijn heil, mijn lief, mijn lijf, mijn God, mijn Sterr' en mij“ (Sehnsucht, im ewigen Licht zu sehen, das sich zusammenfügt/ Meine Rettung, meine Liebe, mein Körper, mein Gott, mein Sterr' und ich). Konstantin überlebte seine Frau um fast fünfzig Jahre, eine weitere Ehe ging er nicht mehr ein.

## Nachwirken
Dank des Werks ihres Mannes ist das Leben Suzanna van Baerles gut dokumentiert. Im Jahr 1627, im Jahr der Hochzeit, begann Constantijn mit einer Beschreibung seines Ehelebens in seinem „Dagh-werck“ mit Sterre (Suzanna). Sie ist nicht nur eine perfekte Begleiterin, sondern auch seine ideale Leserin, mit einem raffinierten Sinn für Poesie, der Schönheit und intellektuelle Tiefe in Einklang bringt. Sein „Dagh-werck“ überarbeitete er ein Jahr nach ihrem plötzlichen Tod 1637 und fügte einen prägnanten Schluss hinzu.
Aus seinen Tagebucheinträgen stammen viele Informationen über ihre gemeinsam unternommenen Aktivitäten. Es gibt Aufzeichnungen über Reisen durch das Land und ab 1630 regelmäßige Aufenthalte im von Constantijn erworbenen Herrenhaus Zuylichem in der Nähe von Zaltbommel. 1628 und 1636 besuchte sie mit Constantijn Huygens Hooft am Muiderslot und 1633 Tesselschade in Alkmaar. Ferner finden sich in seinen Aufzeichnungen Berichte über die Geburten und die Kindheit seiner Kinder. Auch den Verlauf des Sterbebetts von Suzanna van Baerle beschreibt er ausführlich. Die Todesursache ist ungewiss, es könnten Soor, Krebsgeschwüre im Mund oder auch Wochenbettfieber gewesen sein. Der Medizinhistoriker M. J. van Lieburg vermutet eine Komplikation bei der Geburt. Die Geschwüre im Mund, die auch Soor gewesen sein können, waren vermutlich eine Sekundärinfektion.
Porträts von Suzanna van Baerle waren lange nicht bekannt. Es gab nur eine Vorzeichnung des bekannten Familienporträts von Adriaan Hanneman, auf dem sie sehr skizzenhaft dargestellt wurde. Im Jahr 1991 identifizierte der amerikanische Kunsthistoriker Julius S. Held jedoch den Mann und die Frau in dem dem Maler und Architekten Jacob van Campen zugeschriebenen Doppelporträt als Constantijn und Suzanna. Es soll 1635 gemalt worden sein. Es bestehen immer noch Zweifel an der Datierung und Zuschreibung, aber die Identifizierung der Personen ist mittlerweile allgemein anerkannt.